# 杰夫·布兰德斯
杰弗里·保罗·布兰德斯（英語：Jeffrey Paul Brandes，1976年2月12日—），通称杰夫·布兰德斯（英語：Jeff Brandes），生于佛罗里达州圣彼德斯堡，前美国陆军预备役运输军官，曾参与伊拉克战争。目前，布兰德斯代表佛罗里达州第24选区担任佛罗里达州议会参议员，共和党籍。

## 简介
杰夫·布兰德斯于1996年毕业于马里昂军事学院，他在那里获得了文科副学士学位，并被授予陆军少尉军衔，在预备役部队担任运输军官。同年，他转入位于田纳西州的卡森-纽曼学院攻读商学学士学位。1999年，布兰德斯毕业。2003年，美国入侵伊拉克，布兰德斯转入现役并参加了伊拉克战争。在战争期间，他作为第101空降师的一名中尉在伊拉克各地共指挥运输车队75次，获得了战斗行动徽章（英語：Combat Action Badge）。次年，布兰德斯结束了在伊拉克战场的服役回到美国，继续从事房地产工作。2004年至2010年间，他曾先后在两家公司担任地产投资人。
2010年，布兰德斯代表共和党参加佛罗里达州议会位于皮尼拉斯县的第52选区众议员的选举，他当时的竞选对手是谋求连任的民主党籍众议员比尔·海勒。在当年全国和州内政治情势均对共和党有利的情况下，布兰德斯共获得了该区51%的选票，以微弱优势力压海勒胜出。2012年，佛罗里达议会对各选区进行重新规划之后，布兰德斯没有寻求连任，而是选择角逐州参议院位于南皮尼拉斯县和坦帕市的第22区参议员。在共和党内部选举大会中，他面对的是另一位州议会众议员詹姆斯·弗里什。然而，布兰德斯在这次选举中得到了前佛罗里达州州长杰布·布什的有力支持，最终以56％的选票击败了弗里什。由于之后的竞选中没有竞选对手，布兰德斯直接胜选成为州参议员。在州参议院任职期间，布兰德斯反对在交通信号灯上设置照相机，并在交通安全法中附加了一条规定，要求设置信号灯相机的各县市建立司法上诉程序，使得反对红灯照相的机车手们获得了抗辩渠道。此外，布兰德斯参与制定了一项“公共安全工作者的养老金涵盖法案”，最终该法案获得通过，并由州长里克·斯科特签字生效。然而，许多警察和消防员强烈反对此项立法，并认为该法案会导致养老金成本的上涨。
2016年，佛罗里达州议会再次对选区进行调整，布兰德斯所在的第22选区经过调整后被重新编号为第26选区，目前仅包括皮尼拉斯县南部。
杰夫·布兰德斯和妻子娜塔莉于2006年结婚，共育有三个孩子，洛蒂、克林和康纳。

## 军事荣誉
| 战斗行动徽章   |
| 伊拉克战争勋章 |

等